# Nandi Bushell
Nandi Bushell, née le 28 avril 2010 est une musicienne et vidéaste anglo-zoulou d’origine sud-africaine et célèbre dans les médias sociaux. Elle est surtout connue pour son habileté à jouer de la batterie, jouant des reprises de chansons rock populaires qui avaient attiré l’attention de plusieurs musiciens, dont Questlove, Lenny Kravitz, Dave Grohl et Matt Bellamy.

## Biographie

### Jeunesse
Bushell est née à Durban, en Afrique du Sud, d’origine zouloue. Peu après, sa famille déménage à Ipswich, au Royaume-Uni, où elle vit actuellement avec ses parents John et Lungile et son frère cadet. Ses parents sont tous deux de fervents fans de musique, et quand elle avait environ cinq ans, son père lui a montré et son frère la vidéo pour les Beatles Hey Jude. Bushell avait été fascinée par la performance de Ringo Starr à la batterie de la vidéo. Quelques semaines plus tard, pour récompenser ses bonnes notes à l’école, ses parents lui ont offert sa première batterie. Elle a commencé à apprendre à jouer de la batterie aux côtés de John; John a vu qu’elle avait de solides compétences pour garder un rythme. Environ un an plus tard, avec l’aide de ses parents, elle a commencé à publier des vidéos de ses reprises de diverses chansons sur YouTube et d’autres sites de médias sociaux, en plus de jouer avec son père dans des pubs locaux.

## Carrière sur YouTube
Les vidéos de Bushell ont attiré l’attention en ligne et dans les médias locaux, notamment pour une publicité pour les grands magasins John Lewis & Partners en 2018. Questlove avait vu ses vidéos, et impressionnée par sa capacité pour certaines sections de rythme délicat, lui a envoyé une batterie de taille enfant personnalisée ainsi que de diffuser ses vidéos à ses amis dans la communauté de la musique. Lenny Kravitz avait vu les performances de Bushell sur les réseaux sociaux et, à la fin d’une tournée de 2019 en Angleterre, il a invité Bushell à le rencontrer et à se produire avec lui à l’O2 Arena en juin 2019. Kravitz et le batteur Nate Smith ont par la suite offert à Bushell un kit de batterie personnalisé en décembre 2020. Plus tard en 2019, elle a été invitée à rencontrer Questlove au festival On Blackheath à Blackheath. En décembre 2019, elle a été invitée aux États-Unis pour participer au Ellen DeGeneres Show, et DeGeneres lui a présenté une guitare basse après avoir appris qu’elle était également intéressée par cet instrument. Plus tard, elle a joué dans une publicité de Noël pour Argos aux côtés du batteur de Fightstar Omar Abidi.
L’une des chansons que Bushell avait couvertes en 2019 était In Bloom de Nirvana, qu’elle a publié en novembre 2019. La vidéo est devenue un succès viral, gagnant plus de 10 millions de vues via Twitter en une semaine. Le batteur du groupe, Dave Grohl, a eu vent de la vidéo par son producteur Butch Vig, et a été impressionné par sa performance, déclarant "Il y a quelque chose à voir la joie et l’énergie d’un enfant amoureux d’un instrument. Elle semblait être une force de la nature. » Plus tard en août 2020, au beau milieu de la pandémie de Covid-19, Bushell a joué une reprise d’Everlong par les Foo Fighters,,, un autre groupe de Grohl, et a mis Grohl au défi de jouer à la batterie, car elle considère Grohl comme son batteur préféré. Grohl a répondu par sa propre performance de Dead End Friends par Them Crooked Vultures, un autre de ses groupes, pour retourner le défi à Bushell. Elle, à son tour, a répondu en égalant sa performance sur la même chanson, après quoi Grohl lui a concédé la défaite, puis a écrit et interprété une chanson inspirée d’elle. Enchantée par la chanson de Grohl, Bushell a également écrit et interprété sa propre chanson basée sur son amour de la capacité musicale de Grohl. En novembre 2020, Grohl a organisé un clavardage vidéo en ligne avec Bushell, au cours duquel il lui a offert de jouer avec lui et les Foo Fighters sur scène une fois qu’ils ont pu tourner à nouveau au Royaume-Uni. La bataille de batterie virtuelle a attiré des millions de visionnements sur les séries de vidéos et a favorisé les abonnés de Bushell sur les médias sociaux; en février 2021, elle avait plus de 800 000 abonnés sur Instagram et 250 000 abonnés sur YouTube. Le 26 août 2021, Grohl et Bushell se sont rencontrés en personne pour la première fois à Los Angeles, au Forum, surprenant les fans en se produisant avec les Foo Fighters, ayant Bushell à la batterie lorsqu’ils ont joué Everlong pour clore la soirée devant un public de quelque 20 000 personnes,. Les vidéos de sa performance sont devenues virales dans les semaines qui ont suivi la performance, et ont mené à l’obtention de positions dans Everlong dans Hot Rock & Alternative Songs (#11), Hot Hard Rock Songs (#2) et Hot Alternative Songs (#17) au cours de la semaine du 11 septembre 2021.
Depuis la fin de 2020, Bushell avait également appris à la fois le lead et la guitare basse, et grâce à la synchronisation vidéo ou à l’utilisation d’une station en boucle, a enregistré des reprises de chansons rock avec elle-même jouant toutes les parties. Après avoir posté une reprise de Plug In Baby de Muse dans laquelle elle jouait du lead, de la basse et de la batterie, Matt Bellamy de Muse a envoyé à Bushell une de ses guitares signature pour apprécier ses reprises. Elle a également commencé à apprendre à jouer du saxophone comme illustré sur sa reprise de la chanson de Bill Withers Ain't No Sunshine.
Bushell veut continuer à être musicienne et créer son propre groupe appelé les Titans, inspiré par le spectacle animé Teen Titans et la signification des "titans" comme des "dieux". En plus de ses reprises, elle écrit ses propres chansons dans l’espoir de pouvoir produire un album. En février 2021, Cartoon Network a nommé Bushell comme leur premier « enfant musicien en résidence » pour le réseau. Bushell était l’artiste de couverture du numéro de juin 2021 de Modern Drummer. Elle et Roman Morello, le fils de Tom Morello, ont écrit et interprété leur propre chanson et vidéo « The Children Will Rise Up » en octobre 2021 pour mettre en garde contre les changements climatiques, avec la vidéo mettant en vedette Tom Morello, Jack Black et Greta Thunberg. La chanson a reçu des commentaires positifs de Lenny Kravitz et Simon Pegg ainsi que de Barack Obama, qui a utilisé la chanson de Nandi et Roman comme exemple pour encourager les jeunes à continuer de lutter contre le changement climatique à la COP 26.